# Ielena Kostiutxenko
Ielena Kostiutxenko   (Iaroslavl, 25 de setembre de 1987) és una periodista russa. Es va iniciar en el periodisme amb només 14 anys i ha treballat principalment al diari independent Nóvaia Gazeta, on ha exercit durant 17 anys fins que, al 2022, el diari va ser clausurat per l'Estat rus per les seves informacions sobre les atrocitats comesses per l'exèrcit rus a la guerra amb Ucraïna. Des de llavors, viu exiliada per les amenaces de mort i l'intent d'enverinament que va patir.
Kostiutxenko va ser agredida i detinguda en diverses ocasions en manifestacions a favor dels drets LGBT. Va ser la primera periodista en informar sobre el grup feminista Pussy Riot i sobre la presència de tropes russes a Ucraïna al 2022.
Al 2023 publica el llibre El meu país estimat: Cròniques d'un país perdut, traduït al català per Miquel Cabal Guarro (La Segona Perifèria, 2025), escollit millor llibre de l’any per la revista Time, The New Yorker i el New York Times i guanyadora del Premi Pushkin House Book 2024. En aquest volum exposa diferents problemàtiques que afecten la Rússia actual, derivades de la corrupció política i moral d'una part de la societat russa. També palesa la seva profunda admiració per la periodista Anna Politkóvskaia, assassinada l'any 2006, amb qui va coincidir a la redacció del Nóvaia Gazeta.

## Enllaços
CCCB: Rússia, veus silenciades; Ielena Kostiutxenko i Miquel Cabal